# اس‌اس ورارپا
اس‌اس ورارپا (به انگلیسی: SS Wairarapa) یک کشتی بود که طول آن ۲۸۵٫۲ فوت (۸۶٫۹ متر) بود. این کشتی در سال ۱۸۸۲ ساخته شد.